# Arrondissement d'Orthez
L'arrondissement d'Orthez est une ancienne subdivision administrative française du département des Basses-Pyrénées (actuelles Pyrénées-Atlantiques) créée le 17 février 1800 et supprimée le 10 septembre 1926. Les cantons furent rattachés aux arrondissements de Pau et Oloron-Sainte-Marie.

## Composition
Il comprenait les cantons de Arthez-de-Béarn, Arzacq-Arraziguet, Lagor, Navarrenx, Orthez, Salies-de-Béarn et Sauveterre-de-Béarn.

## Sous-préfets
| Période           | Période           | Identité              | Fonction précédente                                 | Observation                                                                       |
| ----------------- | ----------------- | --------------------- | --------------------------------------------------- | --------------------------------------------------------------------------------- |
|                   |                   |                       |                                                     |                                                                                   |
| 16 septembre 1870 | 1871              | Louis Baron           |                                                     | Remplacé à cause du décret sur l'éligibilité                                      |
|                   |                   |                       |                                                     |                                                                                   |
| 30 décembre 1877  | 12 janvier 1880   | Jean Cassan           | Conseiller de préfecture de la Corrèze              | Nommé sous-préfet de Saint-Affrique                                               |
| 12 janvier 1880   | 10 avril 1884     | Ernest Mascle         | Maire de Châteaurenard                              | Nommé sous-préfet de Bayonne                                                      |
| 10 avril 1884     | 10 avril 1893     | Henri Malère          | Chef de cabinet du préfet des Basses-Pyrénées       | Nommé secrétaire général de la préfecture des Basses-Pyrénées                     |
| 10 avril 1893     | 21 octobre 1898   | Théophile Cornu       |                                                     | Nommé secrétaire général de la préfecture du Gard                                 |
| 21 octobre 1898   | 24 septembre 1900 | Maurice Aubraye       | Sous-préfet de Clamecy                              | Remplacé                                                                          |
| 24 septembre 1900 | 5 septembre 1901  | Albert Garnier        |                                                     | Remplacé                                                                          |
| 5 septembre 1901  | 9 septembre 1902  | Maurice Anjubault     | Avocat à la cour d'appel de Paris                   | Nommé sous-préfet de Gannat                                                       |
| 9 septembre 1902  | 21 mai 1907       | Charles Alexis        | Chef de cabinet du préfet des Basses-Pyrénées       | Nommé sous-préfet d'Oloron                                                        |
| 25 mai 1907       | 26 juin 1907      | Charles Brunet-Millon | Secrétaire général de la préfecture de Loir-et-Cher | Nommé sous-préfet de Neufchâteau                                                  |
| 26 juin 1907      | 10 juin 1909      | Pierre Lacombe        | Sous-préfet de Montmorillon                         | Nommé sous-préfet de Gien                                                         |
| 10 juin 1909      | 2 janvier 1915    | Edmond Richard        | Conseiller de préfecture du Cher                    | Nommé secrétaire général de la préfecture de Saône-et-Loire                       |
| 2 janvier 1915    | 22 mars 1919      | Philippe Fleury       |                                                     | Remplacé                                                                          |
| 22 mars 1919      | 21 avril 1919     | Louis Gozzi           | Secrétaire général de la préfecture du Tarn         | Nommé sous-préfet de Pont-Audemer                                                 |
|                   |                   |                       |                                                     |                                                                                   |
| 24 octobre 1919   | 20 février 1921   | Philippe Fleury       |                                                     | Nommé sous-préfet de Moissac                                                      |
| 15 avril 1921     | 22 septembre 1926 | Pierre Daguerre       | Chef adjoint du cabinet du préfet de la Gironde     | Rattaché à la préfecture des Basses-Pyrénées à la fermeture de la sous-préfecture |

## Liens
- « L'almanach impérial pour l'année 1810 - Chapitre X : Organisation administrative »